# Kings Head Chess Club
Kings Head Chess Club, zapisywany także jako King′s Head Chess Club – angielski klub szachowy z siedzibą w Londynie, dwukrotny zwycięzca National Club Championships.

## Historia
Klub powstał pod koniec lat 60. z inicjatywy Amerykanina Billa Rainesa. W latach 1980–1981 klub wygrywał mistrzostwa National Club Championships, ponadto w latach 1979–1980, 1982 i 1984 wygrał British Team Lightning Championship. W sezonie 1980/1982 Kings Head uczestniczył w Pucharze Europy, przegrywając w drugiej rundzie 5½:6½ z Budapesti Spartacus SC. Reprezentantami klubu byli wówczas m.in. Jonathan Speelman, John Grantley Cooper, Andrew Jonathan Whiteley i Emmanuel Rayner.
W sezonie 2006/2007 zespół wygrał Division 3 4NCL, natomiast w 2013 roku wygrał drugą dywizję. W sezonie 2013/2014 klub zadebiutował w pierwszej dywizji 4NCL. Zespół zajął wówczas przedostatnie, piętnaste miejsce, i spadł z dywizji. W 2016 roku Kings Head Chess Club ponownie awansował do Division 1. W sezonie 2016/2017 zespół zajął przedostatnie miejsce w dywizji.